# Stegolophodon
Lo stegolofodonte (gen. Stegolophodon) è un mammifero erbivoro estinto, appartenente ai proboscidati. Visse tra il Miocene inferiore e il Pleistocene medio (circa 18 milioni di anni fa - 800.000 anni fa) e i suoi resti sono stati ritrovati in numerose zone dell'Asia.

## Descrizione
Generalmente Stegolophodon era un proboscidato di grandi dimensioni; alcune specie potevano raggiungere un'altezza di 3 metri e una lunghezza di 5 metri. Altre specie, tuttavia, erano di dimensioni molto inferiori; una specie di inizio Miocene rinvenuta in Giappone era di taglia davvero ridotta (circa un terzo delle forme continentali). L'aspetto doveva richiamare quello degli odierni elefanti, soprattutto a causa del fatto che, al contrario di molti proboscidati estinti, Stegolophodon era praticamente sprovvisto delle zanne nella mandibola: il cranio, benché basso, era molto simile a quello degli elefanti a causa della presenza delle zanne superiori allungate. In alcune specie di questo genere le zanne inferiori erano estremamente ridotte, mentre in altre erano del tutto assenti. La mandibola conservava una forma allungata.

## Classificazione
Stegolophodon venne descritto per la prima volta nel 1888 da Pohlig, per includere alcune specie di proboscidati caratteristici del Miocene e Pliocene dell'Asia. In seguito, a questo genere vennero attribuiti numerosi fossili provenienti anche dall'Africa e dall'Europa, ma successivi studi hanno determinato che la maggior parte di questi resti non sarebbero da attribuire a Stegolophodon, bensì ad altri proboscidati. Stegolophodon sarebbe quindi un proboscidato tipico dell'Asia, dove si sviluppò a partire dalla fine del Miocene inferiore, circa 18 milioni di anni fa. 
Stegolophodon è considerato un rappresentante basale degli stegodontidi, un gruppo di proboscidati di aspetto simile a quello degli elefanti, che si diffusero principalmente nel Pliocene e nel Pleistocene dell'Asia con il genere Stegodon.